# Palm Springs International Film Festival

Logo des Festivals

Das Palm Springs International Film Festival ist ein jährlich im Januar stattfindendes Filmfestival in Palm Springs, Kalifornien. Es zählt zu den großen Filmfestivals in Nordamerika. Es fand das erste Mal 1989 statt und verzeichnet pro Jahr etwa 135.000 Besucher. Gezeigt werden internationale Spiel- und Dokumentarfilme.
Im Rahmen des von der Palm Springs International Film Society veranstalteten Festivals finden verschiedene Preisverleihungen statt. So werden filmische Leistungen des Vorjahres zu Beginn des Festivals auf einer Gala mit Preisen wie dem Desert Palm Achievement Award ausgezeichnet. Außerdem werden zum Abschluss des Festivals Jury- und Publikumspreise verliehen.